# Day After Recall Test
Der Day After Recall Test ist ein Meinungsforschungselement im Bereich der Werbung, welches insbesondere bei Werbespots und Printmedien angewendet wird. Bei Werbespots wird der Konsument im Regelfall einen Tag nach dem Sehen des Spots telefonisch nach Erinnerung an die Werbung und bestimmte Details befragt. Bei Printmedien bekommen die Konsumenten die entsprechenden Zeitschriften oder Zeitungen zur Ansicht und werden ebenfalls einen Tag später zu den Medien befragt. 